# نرمستان (دجغان)
نرمستان (بالفارسية: نرمستان) هي قرية تقع في إيران في بلدة دزكان. يقدر عدد سكانها بـ 92 نسمة .